# 2017 no futebol
Esta é a lista com os campeões de futebol dos principais campeonatos do mundo em 2017.

## América do Sul (CONMEBOL)

### Nacionais
| Pais      | Campeão                  | Título | Última vitória |
| --------- | ------------------------ | ------ | -------------- |
| Argentina | Boca Juniors             | 32     | 2015           |
| Bolívia   | A – Bolívar              | 21     | 2015 Clausura  |
| Bolívia   | C – Bolívar              | 22     | 2017 Apertura  |
| Brasil    | Corinthians              | 7      | 2015           |
| Chile     | A – Universidad de Chile | 18     | 2014 Apertura  |
| Chile     | C – Colo-Colo            | 32     | 2015 Apertura  |
| Colombia  | A – Atlético Nacional    | 16     | 2015 Clausura  |
| Colombia  | C – Millonarios          | 15     | 2012 Clausura  |
| Equador   | Emelec                   | 14     | 2015           |
| Paraguay  | A – Libertad             | 20     | 2016 Apertura  |
| Paraguay  | C – Cerro Porteño        | 32     | 2015 Apertura  |
| Peru      | Alianza Lima             | 24     | 2006           |
| Uruguai   | Peñarol                  | 49     | 2015–16        |
| Venezuela | Monagas                  | 1      | –              |

### Continentais
| Campeonato                   | Campeão           |
| ---------------------------- | ----------------- |
| Copa Libertadores da América | Grêmio            |
| Copa Sul-Americana           | Independiente     |
| Recopa Sul-Americana         | Atlético Nacional |

## Europa (UEFA)

### Nacionais
| Pais             | Campeão             | Título | Última Vitória |
| ---------------- | ------------------- | ------ | -------------- |
| Albania          | Kukësi              | 1      | —              |
| Alemanha         | Bayern de Munique   | 27     | 2015–16        |
| Andorra          | FC Santa Coloma     | 11     | 2015–16        |
| Armênia          | Alashkert           | 2      | 2015–16        |
| Áustria          | Red Bull Salzburg   | 11     | 2015–16        |
| Azerbaijão       | FK Qarabağ          | 5      | 2015–16        |
| Bélgica          | Anderlecht          | 34     | 2013–14        |
| Bielorússia      | BATE Borisov        | 14     | 2016           |
| Bósnia           | HŠK Zrinjski Mostar | 5      | 2015–16        |
| Bulgária         | Ludogorets Razgrad  | 6      | 2015–16        |
| Cazaquistão      | FC Astana           | 4      | 2016           |
| Chipre           | APOEL               | 26     | 2015–16        |
| Croácia          | Rijeka              | 1      | —              |
| Dinamarca        | Copenhagen          | 12     | 2015–16        |
| Escócia          | Celtic              | 48     | 2015–16        |
| Eslováquia       | Žilina              | 7      | 2011–12        |
| Eslovênia        | Maribor             | 14     | 2014–15        |
| Espanha          | Real Madrid         | 33     | 2011–12        |
| Estônia          | Flora               | 11     | 2015           |
| Finlândia        | HJK Helsinki        | 28     | 2014           |
| França           | Monaco              | 8      | 1999–2000      |
| Geórgia          | Torpedo Kutaisi     | 4      | 2001–02        |
| Gibraltar        | Europa              | 7      | 1951–52        |
| Grécia           | Olympiakos          | 44     | 2015–16        |
| Holanda          | Feyenoord           | 15     | 1998–99        |
| Hungria          | Honvéd              | 14     | 1992–93        |
| Ilhas Faroe      | Víkingur Gøta       | 2      | 2016           |
| Inglaterra       | Chelsea             | 6      | 2014–15        |
| Irlanda          | Cork City           | 3      | 2005           |
| Irlanda do Norte | Linfield            | 52     | 2011–12        |
| Islândia         | Valur               | 21     | 2007           |
| Israel           | Hapoel Be'er Sheva  | 4      | 2015–16        |
| Itália           | Juventus            | 33     | 2015–16        |
| Kosovo           | Trepça'89           | 1      | —              |
| Letônia          | Spartaks Jūrmala    | 2      | 2016           |
| Lituânia         | Sūduva              | 1      | –              |
| Luxemburgo       | F91 Dudelange       | 13     | 2015–16        |
| Macedônia        | Vardar              | 10     | 2015–16        |
| Malta            | Hibernians          | 11     | 2014–15        |
| Modávia          | Sheriff Tiraspol    | 15     | 2015–16        |
| Montenegro       | Budućnost Podgorica | 3      | 2011–12        |
| Noruega          | Rosenborg           | 25     | 2016           |
| País de Gales    | The New Saints FC   | 11     | 2015–16        |
| Polônia          | Legia Varsóvia      | 12     | 2015–16        |
| Portugal         | SL Benfica          | 36     | 2015–16        |
| República Checa  | Sparta Praga        | 4      | 2008–09        |
| Romênia          | Viitorul Constanța  | 1      | —              |
| Rússia           | Spartak Moscow      | 22     | 2001           |
| San Marino       | La Fiorita          | 4      | 2013–14        |
| Sérvia           | Partizan            | 27     | 2014–15        |
| Suécia           | Malmö               | 20     | 2016           |
| Suíça            | Basel               | 20     | 2015–16        |
| Turquia          | Beşiktaş            | 15     | 2015–16        |
| Ucrânia          | Shaktar Donetsk     | 10     | 2013–14        |

### Continentais
| Campeonato                | Campeão           |
| ------------------------- | ----------------- |
| Liga dos Campeões da UEFA | Real Madrid       |
| Liga Europa da UEFA       | Manchester United |
| Supercopa da UEFA         | Real Madrid       |

## América do Norte (CONCACAF)

### Nacionais
| Pais                     | Campeão           | Título | Último Título |
| ------------------------ | ----------------- | ------ | ------------- |
| Anguilha                 | Roaring Lions     | 6      | 2013-14       |
| Antígua e Barbuda        | Parham            | 5      | 2014–15       |
| Aruba                    | Nacional          | 5      | 2007          |
| Barbados                 | Weymouth Wales FC | 16     | 1986          |
| Belize                   | Belmopan Bandits  | 7      | 2016 Opening  |
| Belize                   | Verdes            | 2      | 2015 Closing  |
| Bermudas                 | Robin Hood        | 1      | 2016-17       |
| Bonaire                  | SV Vespo          | 3      | 2006–07       |
| Costa Rica               | Herediano         | 26     | Verano 2016   |
| Costa Rica               | Saprissa          | 33     | 2016 Invierno |
| Cuba                     | Santiago de Cuba  | 1      | –             |
| Curaçao                  | Centro Dominguito | 6      | 2016          |
| Dominica                 | Dublanc           | 3      | 2015-16       |
| El Salvador              | Santa Tecla       | 3      | 2016 Apertura |
| El Salvador              | Alianza           | 11     | 2015          |
| Estados Unidos e Canadá  | Toronto FC        | 1      | —             |
| Guadalupe                | USR               | 2      | 2015-16       |
| Guatemala                | Municipal         | 30     | 2011 Apertura |
| Guatemala                | Atlántico         | 1      | –             |
| Guatemala                | Antigua GFC       | 3      | 2016 Apertura |
| Honduras                 | Motagua           | 15     | 2016 Apertura |
| Honduras                 | Real España       | 11     | 2013          |
| Ilhas Cayman             | Bodden Town       | 3      | 2013–14       |
| Ilhas Virgens            | Raymix            | 2      | 2015–16       |
| Ilhas Virgens Britânicas | Islanders         | 7      | 2014–15       |
| Jamaica                  | Arnett Gardens    | 5      | 2014–15       |
| México                   | Guadalajara       | 12     | 2006 Apertura |
| México                   | Tigres            | 6      | 2016 Apertura |
| Nicarágua                | Real Estelí       | 14     | 2016 Apertura |
| Nicarágua                | Walter Ferretti   | 4      | 2015          |
| Panamá                   | Tauro             | 13     | 2013 Apertura |
| Panamá                   | Chorrillo         | 3      | 2014 Clausura |
| Suriname                 | Inter Moengotapoe | 9      | 2015-16       |
| Trinidad e Tobago        | Central           | 3      | 2015-16       |

### Continental
| Campeonato                    | Campeão |
| ----------------------------- | ------- |
| Liga dos Campeões da CONCACAF | Pachuca |
| Campeonato de Clubes da CFU   | Cibao   |

## África (CAF)
| País                           | Campeão                 | Título | Último Título |
| ------------------------------ | ----------------------- | ------ | ------------- |
| África do Sul                  | Bidvest Wits            | 1      | —             |
| Angola                         | Primeiro de Agosto      | 11     | 2016          |
| Argélia                        | ES Sétif                | 8      | 2014–15       |
| Benin                          | Buffles                 | 4      | 2013-14       |
| Botsuana                       | Township Rollers        | 14     | 2015–16       |
| Burkina Fasso                  | Rail Club du Kadiogo    | 3      | 2015-16       |
| Burundi                        | Le Messager             | 1      | –             |
| Cabo Verde                     | Sporting Clube da Praia | 13     | 2012          |
| Camarões                       | Eding Sport             | 1      | –             |
| Chade                          | Gazelle FC              | 4      | 2015          |
| Comores                        | Ngaya Club              | 1      | —             |
| Congo                          | AC Léopards             | 4      | 2016          |
| Costa do Marfim                | ASEC Mimosas            | 25     | 2010          |
| Djibouti                       | Garde Républicaine FC   | 1      | —             |
| Egíto                          | Al-Ahly                 | 39     | 2015–16       |
| Etiópia                        | Kedus Giorgis           | 28     | 2015-16       |
| Gabão                          | Mounana                 | 2      | 2011-12       |
| Gâmbia                         | GAMTEL                  | 1      | –             |
| Gana                           | Aduana Stars            | 2      | 2009-10       |
| Guiné                          | Horoya AC               | 16     | 2015-16       |
| Guiné-Bissau                   | Benfica de Bissau       | 1      | –             |
| Guiné Equatorial               | Vegetarianos FC         | 1      | —             |
| Ilhas Maurício                 | Pamplemousses SC        | 4      | 2012          |
| Lesoto                         | Bantu FC                | 2      | 2013–14       |
| Libéria                        | LISCR FC                | 3      | 2011-12       |
| Madagascar                     | CNaPS Sports            | 1      | –             |
| Malauí                         | Be Forward Wanderers    | 1      | –             |
| Mali                           | Stade Malien            | 1      | –             |
| Marrocos                       | Wydad Casablanca        | 14     | 2014–15       |
| Mauritânia                     | ASAC Concorde           | 2      | 2008          |
| Moçambique                     | Songo                   | 1      | –             |
| Niger                          | AS FAN                  | 5      | 2010          |
| Nigéria                        | Plateau United          | 1      | –             |
| Quênia                         | Gor Mahia               | 16     | 2015          |
| República Centro-Africana      | Olympic Real de Bangui  | 10     | 2012          |
| República Democrática do Congo | TP Mazembe              | 16     | 2015–16       |
| Ruanda                         | Rayon Sports F.C.       | 8      | 2013          |
| São Tomé e Príncipe            | UDRA                    | 2      | 2014          |
| Senegal                        | Génération Foot         | 1      | 2016–17       |
| Seychelles                     | Saint Louis Suns United | 15     | 1994          |
| Suazilândia                    | Mbabane Swallows        | 6      | 2013          |
| Sudão                          | Al-Hilal                | 26     | 2016          |
| Somália                        | Dekedda SC              | 1      | –             |
| Sudão do Sul                   | Wau Salaam FC           | 1      | –             |
| Tanzânia                       | Young Africans          | 27     | 2015–16       |
| Togo                           | AS Togo-Port            | 1      | –             |
| Tunísia                        | Espérance de Tunis      | 27     | 2013–14       |
| Uganda                         | KCCA                    | 12     | 2015-16       |
| Zâmbia                         | ZESCO United            | 6      | 2015          |
| Zimbabuê                       | Platinum                | 1      | –             |

### Continentais
| Campeonato                    | Campeão           |
| ----------------------------- | ----------------- |
| Liga dos Campeões da CAF      | Wydad Casablanca  |
| Copa das Confederações da CAF | TP Mazembe        |
| Supercopa Africana            | Mamelodi Sundowns |

## Ásia (AFC)

### Nacionais
| País            | Campeão                | Título | Último Título |
| --------------- | ---------------------- | ------ | ------------- |
| Arábia Saudita  | Al-Hilal               | 5      | 2010–11       |
| Austrália       | Sydney FC              | 3      | 2009–10       |
| Afeganistão     | Shaheen Asmayee        | 4      | 2016          |
| Bahrein         | Malkiya                | 1      | —             |
| Bangladesh      | Dhaka Abahani Ltd.     | 6      | 2016          |
| Brunei          | MS ABDB                | 3      | 2016          |
| Butão           | Transport United       | 5      | 2007          |
| Camboja         | Boeung Ket             | 3      | 2016          |
| Cingapura       | Albirex Niigata (S)    | 2      | 2016          |
| China           | Guangzhou Evergrande   | 7      | 2016          |
| Coreia do Sul   | Jeonbuk Hyundai Motors | 5      | 2015          |
| Emirados Árabes | Al-Jazira              | 2      | 2010–11       |
| Filipínas       | Ceres-Negros           | 1      | —             |
| Guam            | Rovers                 | 4      | 2015–16       |
| Hong Kong       | Kitchee                | 2      | 2014–15       |
| Índia           | Aizawl                 | 1      | —             |
| Indonésia       | Bhayangkara            | 1      | —             |
| Irã             | Persepolis             | 10     | 2007–08       |
| Iraque          | Al-Quwa Al-Jawiya      | 6      | 2004–05       |
| Japão           | Kawasaki Frontale      | 1      | –             |
| Jordânia        | Al-Faisaly             | 33     | 2011–12       |
| Kuwait          | Al Kuwait              | 13     | 2014–15       |
| Laos            | Lao Toyota             | 2      | 2015          |
| Líbano          | Al-Ahed                | 5      | 2014–15       |
| Macau           | Benfica de Macau       | 4      | 2016          |
| Malásia         | Johor Darul Ta'zim     | 4      | 2016          |
| Maldivas        | New Radiant S.C.       | 2      | 2015          |
| Mongólia        | Erchim                 | 5      | 2016          |
| Myanmar         | Shan United            | 1      | –             |
| Omã             | Dhofar                 | 10     | 2004–05       |
| Palestina       | Hilal Al-Quds          | 2      | 2011–12       |
| Qatar           | Al-Duhail              | 5      | 2014–15       |
| Quirguistão     | Alay Osh               | 4      | 2016          |
| Síria           | Al-Jaish               | 15     | 2015–16       |
| Sri Lanka       | Colombo                | 2      | 2015–16       |
| Tailândia       | Buriram United         | 6      | 2015          |
| Taiwan          | Tatung F.C.            | 1      | –             |
| Timor Leste     | Karketu Dili           | 1      | —             |
| Tajiquistão     | Istiklol               | 6      | 2016          |
| Turcomenistão   | Altyn Asyr             | 4      | 2016          |
| Uzbequistão     | Lokomotiv Tashkent     | 2      | 2016          |
| Vietnã          | Quảng Nam              | 1      | —             |

### Continentais
| Campeonato               | Campeão            |
| ------------------------ | ------------------ |
| Liga dos Campeões da AFC | Urawa Red Diamonds |
| Copa da AFC              | Al-Quwa Al-Jawiya  |

## Oceania (OFC)

### Nacionais
| País             | Campeão       | Título | Último Título |
| ---------------- | ------------- | ------ | ------------- |
| Fiji             | Lautoka       | 4      | 2009          |
| Nova Zelândia    | Auckland City | 8      | 2015–16       |
| Papua Nova Guiné | Toti City     | 3      | 2015          |

### Continentais
| Campeonato                      | Campeão       |
| ------------------------------- | ------------- |
| Liga dos Campeões da OFC (2017) | Auckland City |

## Mundial e Intercontinentais
| Mundial de Clubes da FIFA       | Mundial de Clubes da FIFA |
| ------------------------------- | ------------------------- |
| Real Madrid Campeão (6º título) |                           |

## Copa das Confederações (FIFA)
| Copa das Confederações 2017 | Copa das Confederações 2017 |
| Alemanha                    | Alemanha                    |
| --------------------------- | --------------------------- |
| Alemanha Campeã (1º título) |                             |